# Luca Turilli (hudební skupina)
Luca Turilli je italsko německá symfonicko-power metalová kapela, kterou založil stejnojmenný kytarista z kapely Rhapsody, nyní Rhapsody of Fire, v roce 1999.

## Členové kapely
Současní členové
- Luca Turilli – kytara (1999 – současnost), klávesy (2005 – současnost)
- Olaf Hayer – zpěv (1999 – současnost)
- Sascha Paeth – baskytara (1999 – současnost)
- Robert Hunecke-Rizzo – bicí (1999 – současnost), kytara (2002)

Bývalí členové
- Michael Rodenberg – klávesy (1999 – 2005)
- Bridget Fogle – zpěv (2006)

## Diskografie

### Alba
- King of the Nordic Twilight (1999)
- Prophet of the Last Eclipse (2002)
- Luca Turilli's Dreamquest: Lost Horizons (2006)
- The Infinite Wonders of Creation (2006)

### Singly
- The Ancient Forest of Elves (1999)
- Demonheart (2002)